# Jan Butra
Jan Jerzy Butra (ur. 1953 r.) – polski inżynier górnik. Absolwent Politechniki Wrocławskiej. Od 2011 r. profesor na Wydziale Geoinżynierii, Górnictwa i Geologii Politechniki Wrocławskiej. W latach 1987–1993 pracował w Instytucie Gospodarki Surowcami Mineralnymi i Energią PAN w Krakowie na stanowisku adiunkta i kierownika filii we Wrocławiu.